# Кэткарт, Алан, 6-й граф Кэткарт
Генерал-майор Алан Кэткарт, 6-й граф Кэткарт (англ. Alan Cathcart, 6th Earl Cathcart; 22 августа 1919 — 15 июня 1999) — британский пэр и офицер английской армии, занимавший пост коменданта британского сектора в Берлине с 1970 по 1973 год. Он носил титул учтивости — лорд Гринок с 1919 по 1927 год.

## Биография
Родился 22 августа 1919 года. Единственный ребёнок Джорджа Кэткарта, 5-го графа Кэткарта (1862—1927), и Веры, графини Кэткарт (1892—1993). Он получил образование в Итонском колледже и Колледже Магделины в Кембридже.
Алан Кэткарт был зачислен в шотландскую гвардию в 1939 году. Он служил во Второй мировой войне, а после войны стал адъютантом Королевской военной академии в Сандхерсте. Он был назначен адъютантом шотландской гвардии в 1951 году и бригадным майором 4-й гвардейской бригады в 1954 году. Затем в 1957 году он был назначен командиром 1-го батальона шотландской гвардии.
Лорд Кэткарт был направлен в шотландское командование в 1962 году и стал коммандером 152-й пехотной бригады в 1965 году. Затем он перешёл в Оперативный отдел Верховного штаба союзных держав в Европе в 1967 году и был назначен генеральным офицером, командующим Йоркширским округом в 1969 году. Наконец, в 1970 году он был назначен комендантом британского сектора в Берлине, но в 1973 году он вышел в отставку.
Выйдя в отставку из британской армии, лорд Кэткарт стал заместителем спикера Палаты лордов.

## Семья
Граф Кэткарт был дважды женат. 10 июля 1946 года он женился первым браком на Розмари Клэр Мари Габриэль Смит-Осборн (24 июня 1921 — 6 июля 1980), дочери сэра Генри Перси Смита-Осборна и Элейн Госселин. Дети от первого брака:
- Леди Луиза Кэткарт (27 апреля 1948 — 26 ноября 2017), 1-й муж с 1975 года — Норман Киркпатрик Косгрейв; 2-й муж с 2009 года — Брайан Джулиан Эван Спайсер. От двух браков детей у неё не было.
- Леди Шарлотта Мэри Кэткарт (род. 29 октября 1951), она вышла замуж в 1972 года за капитана Энтони Колина Маккаллума, от брака с которым у неё было трое детей.
- Генерал-майор Чарльз Алан Эндрю Кэткарт, 7-й граф Кэткарт (род. 30 ноября 1952).

25 мая 1984 года лорд Кэткарт женился вторым браком на Мэри Изобель Уэлден (18 июня 1923 — 25 февраля 2015), старшей дочери достопочтенного Уильяма Джозефа Френча, сын 4-го барона де Фрейна и Виктории Луизы (урождённой Белласис).